# Paso español (equitación)

Secuencia animada del paso español.

El paso español es un antiguo movimiento de desfile realizado por un caballo y adquirido por entrenamiento. Mientras el caballo ejecuta este aire, aumenta la expresión de las extremidades anteriores, tanto en elevación como en avance.
A menudo, este paso se enseña a caballos andaluces y a lusitanos. Se le considera parte de la cultura hípica española. Bien ejecutado, este ejercicio beneficia al caballo por ayudarle a aprender y a ejercitar el movimiento de hombros, así como por constituir una manera de liberar energía sobrante al paso.